# Maria Dybwad Brochmann
Maria Dybwad Brochmann (25 marzo 1993) è una calciatrice norvegese, attaccante dell'Åsane.

## Palmarès

### Club
- Campionato norvegese: 2

Sandviken: 2021
Brann: 2022